# Moving Objects
Moving Objects is een Nederlandse documentairefilm uit 1991 in kleur van Leonard Retel Helmrich. De film gaat over het beeldend theater in Nederland.
Internationaal gezien won de film de Special Jury Award Best Artist-Profile of the International Golden Gate Film Festival of San Francisco in 1992.